# 요시다 쇼인
요시다 쇼인(일본어: 吉田 松陰, 1830년 8월 4일 ~ 1859년 10월 27일)은 막말의 병학자, 교육자, 사상가, 존왕파로 메이지유신의 정신적 지도자이자 혁명이론가, 일본 우익사상의 창시자다. 본명은 노리카타(矩方). 쇼인은 호(號)이며 통칭은 도라지로(寅次郎)다.
어려서는 병학에 매진하였고, 20세 때부터는 서양학문을 배웠으며, 영국이 중국을 간단히 굴복시킨 아편 전쟁 소식을 들으면서 청년기를 보냈다. 그가 속한 조슈번은 중앙의 막부 정치에 활발하게 참여했고, 이는 요시다 쇼인이 정치적 감각을 기르는 데 도움을 주었다. 쇼인은 해외 유학을 위해 밀항을 시도하다 실패하여 구속되었는데, 석방된 후로는 후진 양성에 힘썼다.
저서 《유수록》을 통하여 일군만민론(一君萬民論), 정한론(征韓論), 대동아공영론(大東亞共榮論)을 주창해 일본의 제국주의 팽창에 큰 영향을 끼쳤다. 쇼카손주쿠 학당을 통해 그가 배출한 제자들이 훗날 메이지 유신과 근대화의 주도 세력이 되었기에 유신의 정신적 지도자로 여겨진다. 그의 제자로는 초대 총독 이토 히로부미, 2대 총독 소네 아라스케, 데라우치 마사다케, 가쓰라 다로, 미우라 고로 등이 있다.
요시다 쇼인은 근현대 일본 우익사상에서 빼놓을 수 없는 핵심적 인물이자, 현대 일본의 정치경제를 장악하고 있는 조슈벌(長州閥)의 사상적 아버지로 간주된다. 그는 존왕과 막부 타도를 외치다가 30세 나이에 처형 당했다. 그러나 짧은 생애에도 메이지 유신의 사상적 기초를 마련하는 등 그가 남긴 유산은 매우 크다고 평가된다.

## 생애

### 출생
요시다는 분세이 13년(1830년) 음력 8월 4일 조슈번의 하급 무사 스기 유리노스케의 3남 4녀 중 차남으로 태어났다. 어렸을 때 이름은 도라노스케(虎之助)였다. 요시다(吉田) 가문의 양자가 된 후, 다이지로(大次郎)로 개명했으나 보통 도라지로(寅次郞)로 불렸다. 본명은 노리가타(矩方)이며, 자(字)는 기케이(義卿), 호(號)는 쇼인(松陰)이다.
1834년, 다섯 살 때 야마가류(山鹿流) 병학사범(兵學師範)이었던 숙부 요시다 다이스케(吉田大助)의 양자가 되었다. 다음 해 양부가 죽자 여섯 살 어린 나이에 가직인 병학사범을 승계해 요시다 가문을 이어받았다. 그 후 또 다른 숙부 다마키 분노신(玉木文之進)이 세운 쇼카손주쿠(松下村塾)에서 공부했다. 열한 살 때 번주(藩主)에게 〈무교전서(武敎全書)〉를 강의하여 재능을 인정받는 일이 있었다.
이후 혹독하고 엄격한 교육 과정을 거친 쇼인은 열아홉 살에 병학사범으로 독립해 조슈번의 하급 무사로 지배 계층에 합류했다.

### 수학
1850년 스무 살이 된 쇼인은 병학 연구를 위해 번주의 허락을 받고 유학을 떠나 규슈 히라도번에서 하야마 사나이(1796~1864)로부터 가르침을 받았다. 해방론자로 유명한 하야마 사나이(葉山左内)는 그의 저서 《변비적안》을 통해 아편 전쟁에서 청나라가 패한 원인은 아편과 기독교로 인해 중국이 혼란스워진 것과 구미 열강의 군사력이 우수한 것 때문이라고 주장했다. 따라서 서양 병학의 도입과 내치에 힘써야 한다고 주장했다.
요시다 쇼인은 하야마 사나이로부터 <변비적안>과 <성무기부록>을 빌려 읽은 후 큰 영향을 받았고, 또 아이자와 야스시(會澤安)의 〈신론(新論)〉을 읽고 아편 전쟁의 전말을 공부해 국제 정세 흐름에 대해 눈을 뜨게 되었다. 1851년 4월, 쇼인은 에도(江戸)로 가서 포학자 도시마 곤헤이, 아즈미 간사이, 야마가 소수, 후루카와 근이치로, 사쿠마 가미야마 등으로부터 서양 병학을 배웠다. 1852년엔 히고번의 미야베 테이조, 야마가 소수, 사쿠마 쇼잔에게 서양 학문을 배웠다.

### 동북부 여행
1852년 말 요시다 쇼인은 미야베 테이조 등과 일본 동북부로 여행을 떠났다. 하지만 그는 조슈번 정부로부터 구두 허가만 받고 서면 허가를 받지 않은 채 출발하는 실수를 하고 말았다. 출발일 약속을 지키기 위한 행동이었지만 이는 탈번(脫藩) 행위로 당시 일본에서는 범죄에 해당했다. 그러나 쇼인은 여행 동안 많은 사람을 만나고, 많은 곳을 견학하며 견문을 높일 수 있었다.
쇼인은 미토번에서 아이자와 마사시사이와 만났고, 아이즈번에서 닛신칸(日新館)과 도호쿠 광산 등을 견학, 아키타번에서는 소마 대작 사건의 현장을 찾았다. 야마가류 고학자와 교류를 위해 요네자와를 방문하는 등 많은 것들을 직접 보고 듣고 느낄 수 있는 유익한 시간을 보냈다. 1853년 초 4개월 간 여행을 마치고 하기시로 돌아온 후 쇼인은 탈번죄로 녹봉을 몰수당하고 사무라이 신분을 박탈당했다. 그러나 아버지 스기 유리노스케가 후견인이 된 후 10년 동안 일본 각지에서 공부할 수 있는 허가를 받았다.

### 밀항 실패와 수감 생활
1853년 요시다 쇼인은 학업을 위해 에도로 갔다. 그해 7월, 미국의 페리 제독이 전함 4척을 이끌고 우라가(浦賀)가 출현해 고압적 태도로 개항을 압박하는 사건이 벌어졌다. 초대형 대포를 장착한 어마어마한 크기의 미국 해군 증기선을 본 쇼인은 엄청난 충격을 받았다. 그동안 그가 보아 왔던 작은 목선과는 너무나 달랐기 때문이었다. 막번체제로는 선진 구미 열강을 따라잡지 못할 것을 깨달은 쇼인은 국제 정세와 선진 문물을 배우기 위해 해외 유학을 결심했다. 이에 그는 카네코 지게노스케(金子重之輔)와 함께 나가사키(長崎)에서 러시아 군함을 몰래 타고 해외 유학을 떠나려 했으나 실패했다. 1854년 3월 미국의 페리 제독이 전함 7척을 거느리고 다시 나타나 개항을 압박하자 에도 막부는 그 위력에 굴하여 미일화친조약을 맺고 말았다.
이때 요시다 쇼인은 정박 중인 미국 군함에 승선해 밀항을 시도했다. 작은 배를 훔쳐 기함 포하탄호에 승선했으나, 3월 27일 도항이 거부되어 체포되었다. 조슈번으로 끌려간 쇼인은 노야마(野山) 감옥에서 수감 생활을 했는데, 그곳에서 토미나가 유린(富永有隣), 다카스 히사코 등과 알았고, 그들을 포함해 여러 수형자들에게 <논어>와 <맹자>를 가르쳤다. 이때의 경험을 바탕으로 쓴 책이 《강맹차기(講孟箚記)》이다. 

### 유수록 저술
요시다 쇼인은 수감 생활 중 밀항 동기와 그 사상적 배경 등을 담은 《유수록(幽囚錄)》을 썼다. 이 책에서 그는 “무력 준비를 서둘러 군함과 포대를 갖추고 즉시 홋카이도(蝦夷)를 개척하고 제후를 봉건해 캄차카반도와 오호츠크를 빼앗고, 오키나와(琉球)와 조선(朝鮮)을 정벌한 후  북으로는 만주(滿州)를 점령하고, 남으로는 대만과 필리핀 루손 일대의 섬들을 노획해 옛 영화를 되찾기 위한 진취적 기세를 드러내야 한다”라고 밝혔다. 이러한 그의 사상은 훗날 일본 제국주의 침략의 배경이 되는 정한론(征韓論)과 대동아공영론(大東亞共榮論)의 형성에 큰 영향을 끼쳤다.

### 후학 양성
1855년 요시다 쇼인은 석방되었으나 곧바로 가택 연금 처분을 받았다. 1856년 쇼인은 자기 집에 쇼카손주쿠(松下村塾)를 열어 《무교전서》 강의를 시작했다. 1856년 숙부 다마키 분노신이 설립한 쇼카손주쿠를 인수해 1857년에 학장으로 취임했고, 하급 무사들을 교육해 제가 약 80여 명을 배출했다. 이때 그의 제자였던 다카스기 신사쿠, 구사카 겐즈이(久坂玄瑞), 이노우에 가오루, 기도 다카요시, 야마가타 아리토모, 이토 히로부미 등 존왕양이 지도자들을 배출해 이후 메이지 유신의 주역이 되었다.

### 사망
1858년 막부 대로(大老)로 취임한 이이 나오스케(井伊直弼)가 미일수호통상조약(美日修好通商條約)을 천황의 칙허도 받지 않고 임의로 체결하자, 각지에서 존왕양이(尊王攘夷)를 외치는 지사들이 들고 일어나 막부 반대 운동이 활발해졌다. 1858년 가을, 분노한 요시다 쇼인은 조슈번 무사들을 동원해 마나베 아키카츠(間部詮勝)을 암살하기 위한 계책을 직접 수립했으나(마베 요격책), 제자인 다가스키 신사쿠, 구사카 겐즈이 등이 이에 동조하지 않아 실행에 옮기지 못했다. 
1858년 9월, 막부는 존왕파의 중심 지도자였던 우메다 운빈(梅田雲浜)을 체포한 것을 기점으로 안세이(安政) 대옥을 일으켜, 반막부 세력을 대대적으로 탄압하기 시작했다. 쇼인 역시 마베 요격책이 발각되면서 체포를 피할 수 없었다. 
1858년 12월 26일 요시다 쇼인은 조슈번 노야마 감옥에 투옥되고, 1859년 6월 쇼인은 에도로 압송되었다. 감옥에서도 그는 새로운 계책을 짜내면서 막부 타도 운동을 그치지 않았다. 오하라 시게토미(大原重德)가 서쪽으로 내려가서 막부 토벌의 깃발을 올리도록 하자는 오하라 서하책(大原西下策), 조슈번 번주가 참근교대를 위해 에도로 갈 때 가마를 교토로 돌려 오하라 등 근황파 귀족들과 회담하도록 하는 후시미 요가책(伐見要駕策) 등을 쏟아냈다. 그러나 역시 제자들의 외면과 배신으로 계책은 실행되지 못했고, 쇼인은 끝내 1859년 11월 21일(안세이 10월 27일) 에도의 덴마(傳馬) 감옥에서 처형되었다. 29년 3개월의 짧은 생애였다. 그의 시신은 나체로 나무통에 담긴 채 매장되었으나, 후에 제자들이 예를 갖추어 이장했다.
죽음을 앞두고 요시다 쇼인은 이탁오의 책들을 읽으면서 죽음의 의미에 대해 숙고했다. 그는 "충의란 귀신이 없는 사이에 차를 끓여 먹는 그런 것이 아니다."라고 제자들을 꾸짖었고, "대장부가 죽어야 할 때 죽지도 않으면 푸른 하늘을 향해 뭐라고 할 것인가?"라는 의분에 찬 시를 남기기도 했다.
"모두에게 앞서서 죽음으로 보여 준다면, 그것을 보고 느낀 점이 있어 일어날 사람도 있을 것이다." 그는 자신의 죽음으로 사람들을 움직이고, 조슈번의 수뇌부나 번주까지 움직이려 했고, 그럼으로써 새로운 국면을 열 수 있다고 여겼다. 이는 평소 강조하곤 했던 간사(諫死)의 논리, 즉 죽음으로 간언한다는 생각을 스스로 실천한 것이다.
사세구는
설령 몸은 무사시의 들판에 썩을지라도 남겨두고 싶구나 야마토다마시
(身はたとひ 武蔵の野辺に 朽ちぬとも　留めおかまし 大和魂)

## 사상

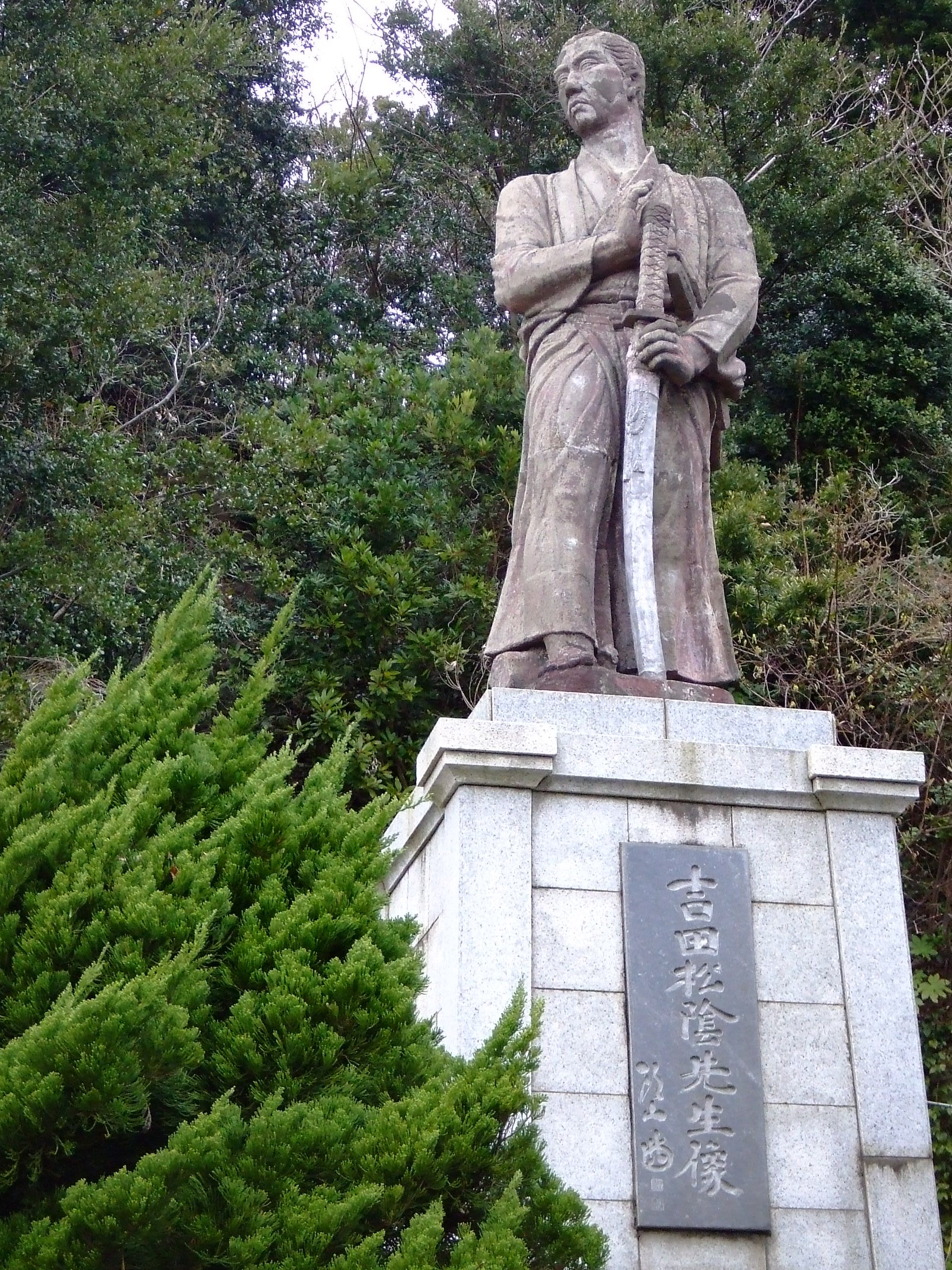
요시다 쇼인의 동상

### 일군만민론
그 핵심은 '천하는 천황이 지배하고, 그 아래 만민은 평등하다.'라는 구절에 담겨 잇다. 천황 아래에서 만인이 평등하다는 뜻이다. 이는 존왕양이 운동의 사상적 기반이 되었다.

### 정한론
《유수록(幽囚錄)》이라는 저서를 통해 정한론(征韓論)을 주창했다. 요시다 사후인 1870년대 일본의 부국강병을 외치는 군국주의자들에게서 자주 회자되면서 일본의 제국주의 팽창에 큰 영향을 끼쳤다.

### 교육관
요시다 쇼인은 기존 교육자들과 달리 교육 대상에 신분이나 남녀의 구별을 두지 않았다. 또한 쇼군이나 번주 같은 기존 통치자들이 외국 위협에 무능해 권위를 상실했다고 주장하면서 오직 천황만 믿고 존경해야 한다고 가르쳤다. 일본을 구원하려면 부나 관직에 의해 더럽혀지지 않은 깨끗한 자들이 봉기해야 한다면서 이 봉기는 결연한 의지를 품은 소수 사무라이가 지도하고, 모인 군중들을 천황에 대한 충성심으로 하나로 묶음으로써 가능하다고 보았다. 국가를 구하기 위해 자신의 모든 것을 희생할 수 있을 정도의 완전한 헌신을 사무라이에게 요구한 것이다. 제자들을 양성할 때 쇼인은 사무라이의 결연한 의지를 아주 순수한 형태로 강조하곤 했다.

## 사후

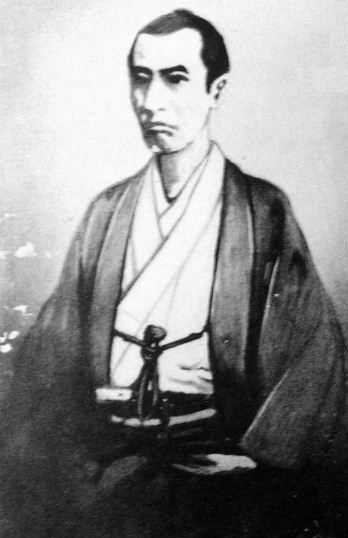
요시다 쇼인

유신삼걸 중 하나인 기도 다카요시(이때 가쓰라 고고로), 과격파 유신지사를 대표하는 인물이자 기병대 수장이었던 다카스기 신사쿠, 이토 히로부미, 그와 함께 권세를 누린 이노우에 가오루 등 유신의 주요 인사들은 쇼인의 죽음으로 분기했다.
한편 존왕양이를 주창한 요시다 쇼인의 제자들이 훗날 커다란 정치가로 거듭날 수 있었던 것은 역설적으로 요시다 쇼인을 버렸기 때문이라는 견해도 있다.
2006년 9월, 아베 신조(安倍晋三) 총리는 요시다 쇼인을 가장 존경한다고 밝히기도 했다. 일본의 우익 단체 중 쇼콘주쿠(松魂塾)라는 학당이 있는데, 그의 이름과 그가 활약하던 학당에서 쇼(松)라는 글자를 따온 것이다. 이처럼 쇼인의 정신을 기리고, 그의 학맥이 계승될 만큼 현대 일본에 영향력을 미치고 있다. 쇼카손주쿠에 쇼인을 모신 신사(神社)가 세워져 성역화되기도 하였다.

## 저서
- 《유수록(幽囚錄)》
- 《유혼록(留魂錄)》
- 《강맹차기(講孟箚記)》

## 등장 작품

### 드라마
NHK 대하드라마
- 《야에의 벚꽃》 (2013년) - 오구리 슌
- 《꽃 타오르다》 (2015년) - 이세야 유스케